# Olympische Geschichte Bangladeschs
| Gelbes Symbol für Goldmedaillen mit stilisierten Olympischen Ringen | Graues Symbol für Silbermedaillen mit stilisierten Olympischen Ringen | Braundes Symbol für Bronzemedaillen mit stilisierten Olympischen Ringen |
| ------------------------------------------------------------------- | --------------------------------------------------------------------- | ----------------------------------------------------------------------- |
| —                                                                   | —                                                                     | —                                                                       |

Dachverband der olympischen Bewegung in Bangladesch ist die Bangladesh Olympic Association (BOA). Die BOA wurde 1979 gegründet und ein Jahr später vom Internationalen Olympischen Komitee während seiner 82. Session in Lake Placid anerkannt.
Seit 1984 nimmt Bangladesch an Olympischen Sommerspielen teil. Auf eine Teilnahme an Winterspielen wurde bisher verzichtet. Sportler aus Bangladesch konnten bislang keine Medaille gewinnen. Damit ist Bangladesch das einwohnerstärkste Land ohne olympische Medaille. Bislang konnte sich kein Sportler für die Teilnahme an Olympischen Spielen sportlich qualifizieren. Sportler des Landes konnten durch die Vergabe von Wildcards teilnehmen.
Jugendliche Sportler nahmen an beiden bislang ausgetragenen Jugend-Sommerspielen teil.

## Allgemeine Übersicht

### Sommerspiele
Die erste Olympiamannschaft Bangladeschs 1984 in Los Angeles bestand aus einem Leichtathleten. Saidur Rahman Dawn war somit am 3. August 1984 der erste Olympionike des Landes. Die erste Frau Bangladeschs bei Olympischen Spielen war am 26. Juli 1992 die Sportschützin Shahana Parveen.
Bangladeschs Sportler nahmen in der Folgezeit in den Sportarten Schwimmen (ab 1988), Schießen (ab 1992), Bogenschießen und Turnen (ab 2012) sowie im Golf (ab 2016) teil. 

### Jugendspiele
Mit sechs Jugendlichen, drei Jungen und drei Mädchen, nahm Bangladesch an den Jugend-Sommerspielen 2010 in Singapur teil. Sie traten im Bogenschießen, Schießen und Schwimmen an. Der Bogenschütze Emdadul Milon erreichte mit seiner spanischen Partnerin Miriam Alarcon das Match um Bronze. Milon und Alarcon verloren gegen das Duo Begünhan Ünsal (Türkei) und Abdul Jaffar (Singapur).
2014 in Nanjing nahmen 13 Jugendliche teil. Die elf Jungen und zwei Mädchen traten im Bogenschießen, Schießen, Schwimmen, Hockey und Gewichtheben an. Im Hockeyturnier der Jungen kam es im Platzierungsspiel um Platz 9 zum Duell mit Deutschland, das Bangladesch mit 4:5 verlor.

## Übersicht der Teilnahmen

### Sommerspiele
| Jahr      | Athleten           | Athleten           | Athleten           | Flaggenträger         | Sportarten         | Sportarten         | Sportarten         | Sportarten         | Sportarten         | Sportarten         | Medaillen          | Medaillen          | Medaillen          | Medaillen          | Medaillen          |                    |
| Jahr      | Gesamt             | m                  | w                  | Flaggenträger         | Leichtathletik     | Schwimmen          | Schießen           | Bogenschießen      | Turnen             | Golf               |                    |                    |                    | Gesamt             | Rang               |                    |
| --------- | ------------------ | ------------------ | ------------------ | --------------------- | ------------------ | ------------------ | ------------------ | ------------------ | ------------------ | ------------------ | ------------------ | ------------------ | ------------------ | ------------------ | ------------------ | ------------------ |
| 1896–1980 | nicht teilgenommen | nicht teilgenommen | nicht teilgenommen | nicht teilgenommen    | nicht teilgenommen | nicht teilgenommen | nicht teilgenommen | nicht teilgenommen | nicht teilgenommen | nicht teilgenommen | nicht teilgenommen | nicht teilgenommen | nicht teilgenommen | nicht teilgenommen | nicht teilgenommen | nicht teilgenommen |
| 1984      | 1                  | 1                  | 0                  | Saidur Rahman Dawn    | 1                  |                    |                    |                    |                    |                    |                    |                    |                    |                    |                    |                    |
| 1988      | 6                  | 6                  | 0                  | Bazlur Mohamed Rahman | 4                  | 2                  |                    |                    |                    |                    |                    |                    |                    |                    |                    |                    |
| 1992      | 6                  | 5                  | 1                  | Mohamed Rahman        | 4                  | 1                  | 1                  |                    |                    |                    |                    |                    |                    |                    |                    |                    |
| 1996      | 4                  | 3                  | 1                  | Saiful Alam           | 2                  | 1                  | 1                  |                    |                    |                    |                    |                    |                    |                    |                    |                    |
| 2000      | 5                  | 2                  | 3                  | Sabrina Sultana       | 2                  | 1                  | 2                  |                    |                    |                    |                    |                    |                    |                    |                    |                    |
| 2004      | 4                  | 3                  | 1                  | Asif Khan             | 1                  | 1                  | 2                  |                    |                    |                    |                    |                    |                    |                    |                    |                    |
| 2008      | 5                  | 3                  | 2                  | Mohamed Rana          | 2                  | 1                  | 2                  |                    |                    |                    |                    |                    |                    |                    |                    |                    |
| 2012      | 5                  | 4                  | 1                  | Mohammad Rahman       | 1                  | 1                  | 1                  | 1                  | 1                  |                    |                    |                    |                    |                    |                    |                    |
| 2016      | 7                  | 4                  | 3                  | Siddikur Rahman       | 2                  | 1                  | 2                  | 1                  |                    | 1                  |                    |                    |                    |                    |                    |                    |
| Gesamt    | Gesamt             | Gesamt             | Gesamt             | Gesamt                | Gesamt             | Gesamt             | Gesamt             | Gesamt             | Gesamt             | Gesamt             | 0                  | 0                  | 0                  | 0                  | -                  |                    |

### Winterspiele
| Jahr      | Athleten           | Athleten           | Athleten           | Flaggenträger      | Sportarten         | Medaillen          | Medaillen          | Medaillen          | Medaillen          | Medaillen          |
| Jahr      | Gesamt             | m                  | w                  | Flaggenträger      | Sportarten         |                    |                    |                    | Gesamt             | Rang               |
| --------- | ------------------ | ------------------ | ------------------ | ------------------ | ------------------ | ------------------ | ------------------ | ------------------ | ------------------ | ------------------ |
| 1924–2018 | nicht teilgenommen | nicht teilgenommen | nicht teilgenommen | nicht teilgenommen | nicht teilgenommen | nicht teilgenommen | nicht teilgenommen | nicht teilgenommen | nicht teilgenommen | nicht teilgenommen |
| Gesamt    | Gesamt             | Gesamt             | Gesamt             | Gesamt             | Gesamt             | 0                  | 0                  | 0                  | 0                  | -                  |

### Jugend-Sommerspiele
| Jahr   | Athleten | Athleten | Athleten | Flaggenträger | Sportarten    | Sportarten | Sportarten | Sportarten | Sportarten   | Medaillen | Medaillen | Medaillen | Medaillen | Medaillen |
| Jahr   | Gesamt   | m        | w        | Flaggenträger | Bogenschießen | Schießen   | Schwimmen  | Hockey     | Gewichtheben |           |           |           | Gesamt    | Rang      |
| ------ | -------- | -------- | -------- | ------------- | ------------- | ---------- | ---------- | ---------- | ------------ | --------- | --------- | --------- | --------- | --------- |
| 2010   | 6        | 3        | 3        | Sadia Sultana | 2             | 1          | 3          |            |              |           |           |           |           |           |
| 2014   | 13       | 11       | 2        |               | 1             | 1          | 1          | 9          | 1            |           |           |           |           |           |
| Gesamt | Gesamt   | Gesamt   | Gesamt   | Gesamt        | Gesamt        | Gesamt     | Gesamt     | 0          | 0            | 0         | 0         | -         |           |           |

### Jugend-Winterspiele
| Jahr      | Athleten           | Athleten           | Athleten           | Flaggenträger      | Sportarten         | Medaillen          | Medaillen          | Medaillen          | Medaillen          | Medaillen          |
| Jahr      | Gesamt             | m                  | w                  | Flaggenträger      | Sportarten         |                    |                    |                    | Gesamt             | Rang               |
| --------- | ------------------ | ------------------ | ------------------ | ------------------ | ------------------ | ------------------ | ------------------ | ------------------ | ------------------ | ------------------ |
| 2012–2016 | nicht teilgenommen | nicht teilgenommen | nicht teilgenommen | nicht teilgenommen | nicht teilgenommen | nicht teilgenommen | nicht teilgenommen | nicht teilgenommen | nicht teilgenommen | nicht teilgenommen |
| Gesamt    | Gesamt             | Gesamt             | Gesamt             | Gesamt             | Gesamt             | 0                  | 0                  | 0                  | 0                  | -                  |

## Medaillengewinner

### Goldmedaillen
Bislang (Stand 2017) keine Goldmedaillen

### Silbermedaillen
Bislang (Stand 2017) keine Silbermedaillen

### Bronzemedaillen
Bislang (Stand 2017) keine Bronzemedaille